# Danyel Gérard
 (mars 2012).
Si vous disposez d'ouvrages ou d'articles de référence ou si vous connaissez des sites web de qualité traitant du thème abordé ici, merci de compléter l'article en donnant les références utiles à sa vérifiabilité et en les liant à la section « Notes et références ».
Pour les articles homonymes, voir Gérard.
Danyel Gérard, nom de scène de Gérard Daniel Kherlakian, né le 7 mars 1939 dans le 14e arrondissement de Paris, est un auteur-compositeur et chanteur français d'origine arménienne.

## Biographie

### Origines et débuts
Danyel Gérard naît d'un père arménien et d'une mère corse née aux Antilles, et passe son enfance au Brésil.
Passionné de cinéma, il rêve de devenir acteur. De retour en France[Quand ?] il étudie la guitare en ayant pour professeur Nino Ferrer. Chanteur et guitariste au sein de l'orchestre de Claude Luter, il fait ses débuts au cabaret Don Camilo à Paris[Quand ?].
Danyel Gérard est, avec Claude Piron alias Danny Boy, l'un des tout premiers chanteurs de rock français : il commence sa carrière discographique en septembre 1958 en sortant un 45 tours chez Barclay, avec 4 titres dont D'où reviens-tu Billie Boy ? (adaptation par Boris Vian de la chanson américaine Where have you been Billie Boy ?) et When (adaptation des Kalin Twins), accompagnés par l'orchestre de Jean Bouchéty,. Il enchaîne au début de l'année 1959 avec Tout l'amour, adaptation de Passion Flower, et O pauvre amour, adapté du standard de country Oh Lonesome me. Sacha Distel, avec son adaptation de cette même chanson sous le titre Oh quelle nuit, connaît un meilleur succès que Danyel Gérard.
Au début de 1959, Danyel Gérard est appelé sous les drapeaux pour participer à la guerre d'Algérie comme chasseur alpin. Il y est décoré de la croix du combattant, de la médaille d'Afrique du Nord et de la médaille commémorative des opérations de sécurité et de maintien de l'ordre avec l'agrafe « Algérie ». La même année il apparait dans le film de Bernard Roland La Nuit des traquées, où, dans le rôle du voyou Rico, il interprète la chanson Sammy.

### Années 1960 et 1970: le succès
De retour du service militaire en Algérie, il signe chez Polydor et devient auteur-compositeur pour divers artistes (Les Chaussettes Noires, Dalida, Richard Anthony, etc.).
En 1962 Danyel Gérard est consacré « roi du twist » avec Petit Gonzales (no 5 en France), La Leçon de twist, L'Incendie et Le Marsupilami. Il participe à plusieurs tournées en France et en Belgique accompagné par Les Fantômes, ou Les Danger's ou Les Champions. La même année, il compose la musique du film de Claude Lelouch L'Amour avec des si
En 1963, il compose la musique du film de Jacques Poitrenaud L'Inconnue de Hong Kong avec Pierre Barouh, film dans lequel jouent Dalida et Serge Gainsbourg et il enregistre, accompagné par Les Champions, le titre Je, qui se classe no 12 au hit-parade. Ce 45 tours est le premier à paraître sous le label Disc AZ fondé par lui-même[réf. nécessaire] et Lucien Morisse, patron d'Europe 1. Il sort ensuite d'autres titres, comme América, Memphis Tennessee, Il pleut dans ma maison, D'accord, d'accord  ou encore Comme tu es jeune.
La même année, il compose Les Vendanges de l'amour pour Marie Laforêt, avec Michel Jourdan.
De 1965 à 1968, il enregistre, sans rencontrer le même succès, plusieurs EP 45 tours, dont Je n'aime pas quand, enregistré à Londres avec Jimmy Page comme guitariste.
En 1965, il monte sa maison d'édition, Dany Music, ainsi qu'un magasin de disques, Disca Gogo, au 28, rue de la Reine-Blanche, à Paris (13e). Il fonde également le label Disques P.D.G., et produit notamment Michel Corringe et les premiers 45 tours d'Alain Souchon, qui est en fait alors son secrétaire.
En 1966, il compose Fais-la rire et Mourir ou vivre pour Hervé Vilard et figure sur la fameuse « photo du siècle » du magazine Salut les Copains regroupant quarante-six vedettes francophones de l'époque du « yéyé ».
En 1967, il compose la musique du film de Joël Le Moigné Les Poneyttes dans lequel il figure aux côtés de Sylvie Vartan, Johnny Hallyday et Carlos.
En 1968, son titre Hélas ! trois fois hélas est clairement une première version de Butterfly dont la mélodie est aisément reconnaissable.
Durant ses années AZ, de 1963 à 1968, il travaille avec des arrangeurs tels que Michel Colombier, Jean-Claude Vannier, Arthur Greenslade et Jacques Denjean.
En 1969, il enregistre en duo avec Jacques Brel un titre qui reste ensuite inédit, l'attaché de presse de Jacques Brel refusant qu'on mêle son image avec celle de Danyel Gérard. La chanson intitulée Désespérance, remaniée en 1975 pour l'album Constatations et réintitulée Un grand amour devient l'un de ses plus grands succès. Le titre enregistré avec Jacques Brel est finalement édité sur un enregistrement pirate (bootleg) appelé Disque de diamant en 2012[réf. souhaitée].
En 1970, après une période de vie difficile (décès de son père, rupture avec Christine Lebail, sa fiancée, et décès de Lucien Morisse) et ayant refusé un contrat chez A&M aux États-Unis, il annonce son retour chez CBS. Il réapparaît, barbu sous un chapeau de cow-boy et une veste à franges. Butterfly est son plus grand tube international : no 1 en Allemagne (classé numéro 1 durant quinze semaines), en Suède, en Autriche et en Suisse, no 2 en Espagne, en Afrique du Sud et aux Pays-Bas, no 3 en Belgique, no 5 en Norvège et en Irlande, no 7 en Finlande et en Nouvelle-Zélande, no 10 au Japon et en Australie, no 11 au Royaume-Uni… 
En 1972, lors de sa tournée au Japon, il rencontre Mike Curb, gouverneur de Californie mais également auteur qui lui propose un contrat chez MGM à Hollywood afin de réaliser un album anglais. Danyel Gérard qui rêvait enfant des films de la MGM, devient l'une de leur signature mais uniquement sur le plan musical.
En 1973, après avoir fait le tour du monde avec son succès Butterfly, il revient en France, où il fonde sa propre maison de disques, Gypsy, et enchaîne d'autres succès. Alors que Ti-Lai-Lai-li se classe en Allemagne (no 37), en France il connaît le succès avec Le Gypsy, Un grand amour (no 12), Les temps changent (no 14), Mélodie, mélodie (no 10) et Marylou (no 3). Durant ces années[Lesquelles ?] il connait une totale indépendance. Il fonde le groupe Hord avec Yves Chouard à la guitare. Larry Carlton fait de temps à autre partie de ses guitaristes.
En 1978, il se produit sur la scène de l'Olympia, et invite Anton Karas dans son spectacle, qui est enregistré mais n'est pas publié. C'est le dernier concert complet de Danyel Gérard.

### Années 1980 et 1990
Danyel Gérard enregistre, au début des années 1980, deux albums chez EMI : Regards et Nostalgia in America (réalisé à New York). En 1981, il crée la radio Music Box et s'absente jusqu'en 1989 pour s'en occuper.
En 1991, il sort son dernier album, Good or bad. Depuis, Danyel Gérard se consacre aux jeunes talents et à la musique country par le biais de sa radio  et ne sort plus que des compilations, en moyenne tous les trois ans et avec souvent les mêmes titres.

### Années 2000
En 2004, Danyel Gérard fait la promotion du chanteur de country Ian Scott lors de ses concerts à Poissy. La même année, à l'Olympia, il reçoit des mains de son ami le sculpteur français Alain Longet le trophée de la Guitare d'or couronnant son œuvre.
Il participe à la tournée Âge tendre, la tournée des idoles lors des deuxième, troisième et septième saisons (2007, 2008 et 2013).
En 2008, il participe à une tournée de musiciens country : le Country Music Show, avec soixante dates.
En 2016, il revend sa station de radio et se retire de la scène musicale.

## Discographie

### Albums
- 1964 : Il pleut dans ma maison, Disc AZ(LP1)
- 1970 : Atmosphère, CBS (S64222)
- 1971 : Atmosphère 2, CBS (S64 802)
- 1972 : Starportrait, CBS (album en langue allemande ; S64834)
- 1972 : Danyel Gérard, MGM/ CBS (album en langue anglaise produit à Hollywood ; MV 5081)
- 1973 : Sus mayores Exitos, Movie Play (album en langue espagnole ; S32585)
- 1974 : Les Années folles de 1960 à 1965, GYPSY (CH 69615)
- 1975 : Constatations, Gypsy (CH 69634)
- 1976 : Rien qu'une vie…, Gypsy (CH 69639)
- 1977 : Gone With the Wind, Gypsy (CH 69662)
- 1978 : Melodie Melodies, Gypsy/EMI (2S 06816651)
- 1979 : Marylou, Gypsy/EMI (compilation ; 2S068 16797)
- 1982 : Regard, Gypsy/EMI (2C07072474)
- 1983 : Nostalgia in America (2C07065048)
- 1989 : Les Plus Grands Succès de Danyel Gérard  (compilation), Carrere (66803)
- 1990 : Les Plus Belles Chansons de Danyel Gérard (compilation), Just'in (360509PM254)
- 1991 : Good or Bad, WMD (482001 éditions en pochette cuir ; 48299 édition pochette papier)
- 1993 : Génération inoubliable (compilation),  WH Productions (191 270-2)
- 1996 : Les Plus Grandes Chansons (compilation), Une Musique
- 2004 : Legend Generation (compilation), Wagram

### 45 tours EP France
- 1958 : - D'où reviens-tu Billie Boy ?/ When / Tais-toi / Le Chercheur de diamant , Barclay
- 1959 : Tout l'amour / Ô pauvre amour / Ne lui en veux pas / Elle n'avait que dix-sept ans, Barclay
- 1961 : Oh Marie Line / Mille Rayons / Je n'oublierai jamais / Laisse crier ton cœur, Polydor
- 1961 : Tant pis pour toi / Marjorie Marjorie  / Cœur gros / Blessé, Polydor
- 1961 : Leçon de twist/ À ma chance / Quand tu es là / Peanut Butter, Polydor
- 1962 : Petit Gonzales / Mon cœur sera roi / Chatanooga twist / Gong Gong, Polydor
- 1962 : L'Incendie / Ça n'finira jamais / Le ciel peut attendre / Reviendra-t-il le temps, Polydor (deux pochettes et versions différentes)
- 1962 : Le Marsupilami / Barcarolle / Youpi ya tamouré (avec Claude François) / Improvisez le shout (avec Claude François), Polydor
- 1963 : Je / Sortez sans moi / Toujours cette guitare / Elle est trop loin, AZ
- 1963 : América / Sugar Shake / Le Petit Bandit de Juarez / Les roses sont fanées, AZ
- 1964 : Memmphis Tennessee / Mais avec mon cœur/ Hava Nagila / L'heure est arrivée, AZ
- 1964 : D'accord D'accord / Il pleut dans ma maison / Cher Danyel / Il n'y a pas si longtemps
- 1964 : On s'en balance / Rosa / J'ai le droit de t'aimer / Pourquoi pas, AZ
- 1965 : Comme tu es jeune / Cherchons du travail / Ne pleure pas pour lui /Tu as changé, AZ
- 1965 : On se prend la main / Ma petite amie / Seize ans / Avec cette fille, AZ
- 1966 : Monsieur le percepteur/ On est bien au lit / Elle pense encore à moi / J'attends demain, AZ
- 1966 : Je n'aime pas quand/ Les Petits Rats / Regarde / Tu me souris, tu ne dis rien, AZ
- 1967 : Ça fait mal/ Une et Un / Un crayon et du papier, AZ

### 45 tours SP France
- 1968 : Hélas ! trois fois hélas / Les Bougies, AZ
- 1970 : Qui je suis/ Même un clown, CBS (Deux pochettes)
- 1970 : Butterfly / Le Petit Ours en peluche, CBS
- 1970 : Sexologie / Avec ces deux mains là, CBS
- 1971 : D'Amérique au cœur du Japon / Caroline, CBS
- 1972 : Caroline / From Japan to America, CBS
- 1972 : Low lay Low / Let's love, CBS
- 1973 : Le Gypsy / Marylène, Polydor
- 1973 : Ti Laï Laï Li (Partie 1 et 2), Gypsy
- 1974 : Oh Mama / Le Temps d'avant, Gypsy
- 1974 : Ma carmagnole / La Rue des petits chagrins, Gypsy
- 1975 : Un grand amour / Lady Bird, Gypsy
- 1975 : Passionnément / En ce temps-là Monsieur, Gypsy
- 1976 : Elle / Zigana, Gypsy
- 1977 : Les temps changent / Nil, Gypsy
- 1977 : Gone with the wind / Les Aventuriers, Gypsy
- 1978 : Mélodie Mélodie / Melody, Gypsy
- 1978 : Héloïse / Marcher, Gypsy
- 1979 : Marylou / Marylou (version anglaise), Gypsy
- 1980 : Pour vivre avec toi / Je m'en vais, Gypsy
- 1981 : Meloman / Melowman (version anglaise), Gypsy
- 1982 : Greyhound transamerica / Pour que l'on se marie, Marie, Gypsy
- 1982 : Chacun sa musique / Géant, Gypsy
- 1983 : Sulirane / Quelque chose a changé, Gypsy
- 1989 : Butterfly / Danyel's Melody, Carrere
- 1991 : Good Or Bad / Good or Bad (version anglaise), WMD

### 45 tours SP Italie
- 1963 : Se / Tu sei troppo lontana, Vogue
- 1963 : Je / Elle est trop loin, Vogue
- 1964 : Mia Cara / Non crederle mai, Vogue
- 1964 : Piove in casa mia / Senza l'amore, Vogue
- 1965 : Il salvagente / Stai pensando ancora a me, Vogue
- 1971 : Butterfly / Qui je suis, Joker

### 45 tours SP Allemagne
- 1971 : Butterfly / Wer ich bin, CBS
- 1971 : Harlekin / Sie war nicht schoen, CBS
- 1972 : Meine Stadt / Du bist da, CBS
- 1973 : Nur ein Zigeuner / Isabella, CBS
- 1973 : Ti Lai Lai Li / Marylène, CBS
- 1974 : Cigana / Oh Mama , CBS
- 1974 : Marylou (version allemande) / Marylou (version anglaise), EMI

### 45 tours SP Royaume-Uni
- 1971 : Butterfly / One White Rose, CBS
- 1977 : Times are changing / Real, EMI
- 1978 : Melody / How old you are, EMI

### 45 tours SP États-Unis
- 1972 : Butterfly / Let's Love, MGM
- 1973 : Tribute to a Lady / Lady Bird, MGM

### 45 tours SP Espagne
- 1971 : Butterfly / Quien soy yo
- 1972 : Arlequin / El hombre de un solo amor

### 45 tours SP Japon
- 1972 : Butterfly / Une rose blanche
- 1972 : D'Amérique au cœur du Japon / Même un clown

## Interprètes de Danyel Gérard
- Richard Anthony (La Leçon de twist, L'Incendie, Your Time Will Come)
- Sylvie Vartan (Gong Gong)
- Hugues Aufray (Mille Rayons)
- Dalida (Le Petit Gonzales, La Leçon de twist, Le Ciel bleu, T'aimerais toujours, Bientôt, Eux)
- Bob Azzam (Le Marsupilami)
- Les Chaussettes Noires (La Leçon de twist)
- Eddy Mitchell (Memphis Tennessee)
- Marie Laforêt (Les Vendanges de l'amour, Arlequin, Ma chambre)
- Christine Lebail (Johnny SP.69.603.11, Les Roses de Turquie)
- Françoise Hardy (Il est trop loin)
- Franck (Isabella)
- Trini Lopez (Butterfly)
- Hervé Vilard (Fais la rire, Mourir ou vivre, Comme tu es jeune)
- Pia Colombo (Moi j'attends)
- Udo Jürgens (Bleib bei ihr)
- Jean-Baptiste Mersiol - album complet Sur les traces de Danyel Gérard Kherlakian, 2013 - Akoufene